# Шарлота фон Лигница-Бриг
Каролина Шарлота фон Лигница-Бриг-Волау (на немски: Karolina Charlotte von Liegnitz von Liegnitz-Brieg-Wohlau; * 2 декември 1652, Бриг; † 24 декември 1707, Вроцлав) от клон Лигница на рода на Силезийските Пясти, е последна херцогиня от Лигница-Бриг-Волов/Волау и чрез женитба херцогиня на Шлезвиг-Холщайн-Зондербург-Визенбург.

## Биография
Тя е дъщеря на херцог Кристиан фон Лигница-Бриг (1618 – 1672) и съпругата му Луиза фон Анхалт-Десау (1631 – 1680), дъщеря на княз Йохан Казимир фон Анхалт-Десау и Агнес фон Хесен-Касел. Брат ѝ Георг Вилхелм (1660 – 1675) е херцог на Лигница, Бриг и Волау (1672 – 1675), последен от тази фамилия.
Херцогиня Шарлота, която през последните си години живее разделена от съпруга си, умира през 1707 г. в Бреслау/Вроцлав на 55 години. Тя е погребана в капелата „Хедвиг“ на манастира Требнитц. В княжеската гробница в църквата „Йоханис“ в Лигница е поставена нейна статуя от алабастър.

## Фамилия
Шарлота фон Лигница-Бриг се омъжва тайно през нощта на 14 юли 1672 г. в двореца Бриг за херцог Фридрих фон Шлезвиг-Холщайн-Зондербург-Визенбург (1652 – 1724). Макар че са протестанти, те са венчани от католически свещеник. Бракът е нещастен. През 1680 г. те се развеждат. Те имат един син:
- Леополд (1674 – 1744), херцог на Шлезвиг-Холщайн-Зондербург-Визенбург, женен на 6 март 1713 за Мария Елизабет фон и цу Лихтенщайн (1683 – 1744).